# (2678) Aavasaksa
(2678) Aavasaksa es un asteroide perteneciente al cinturón de asteroides, descubierto el 24 de febrero de 1938 por Yrjö Väisälä desde el Observatorio de Iso-Heikkilä, en Turku, Finlandia.

## Designación y nombre
Designado provisionalmente como 1938 DF1. Fue nombrado Aavasaksa en homenaje a Aavasaksa, cerro ubicado en el municipio de Ylitornio en la Laponia de Finlandia.